# Дорогою
Дорогою — трилер 1997 року.
Український переклад зробили канали ICTV, на якому цей фільм вперше транслювався та Інтер.

## Сюжет
Джефф і Емі Тейлор вирішили переїхати до нового місця проживання в Сан-Дієго на дорогому джипі. По дорозі Джефф ледь не врізався в пікап з двома місцевими покидьками. А коли джип несподівано заглух на узбіччі пустельної траси, водій попутного трейлера Ред Барр запропонував підвезти Емі до найближчого телефону, а Джеф залишився охороняти машину.